# واسیلی کلوشفسکی

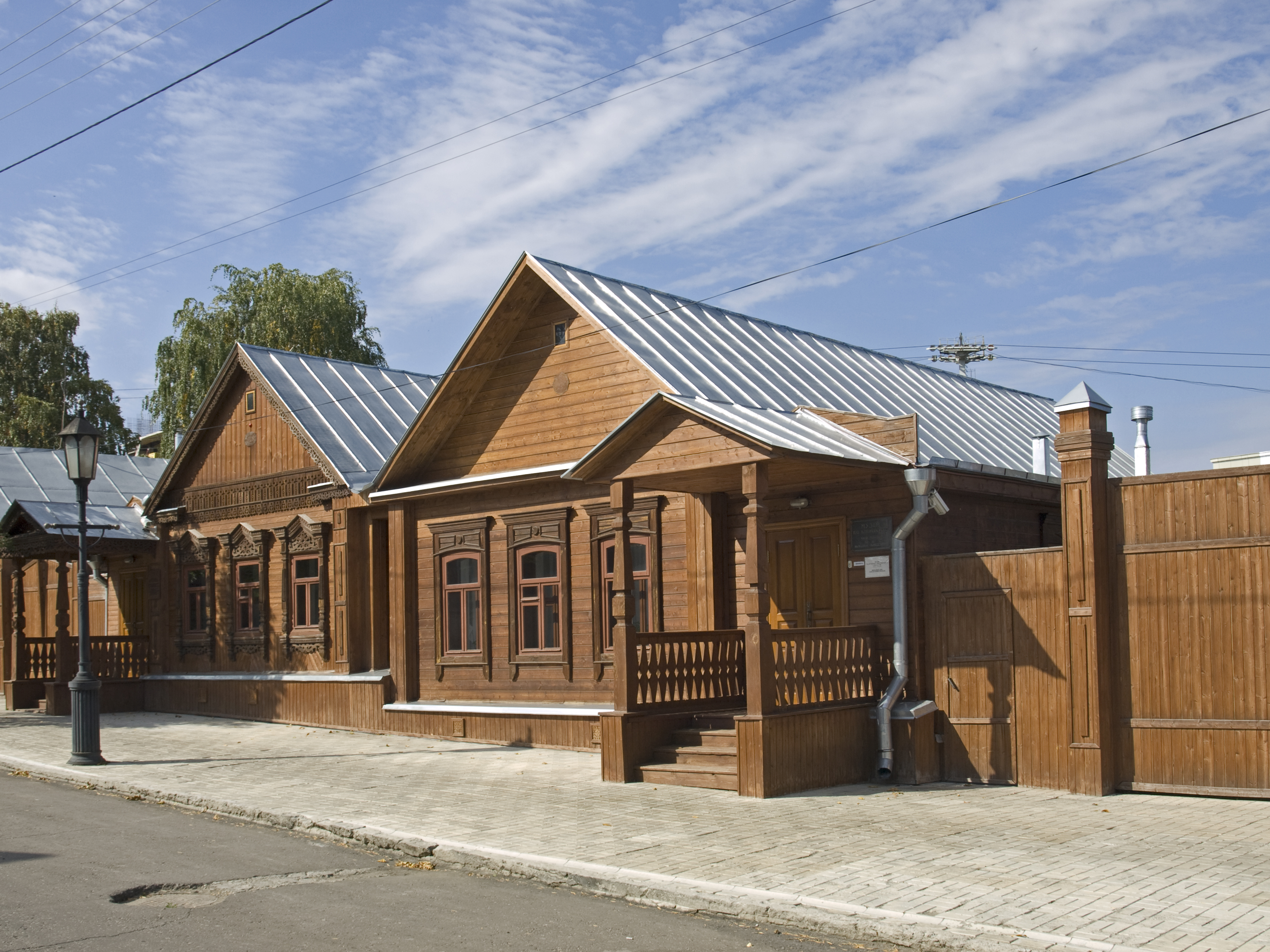
خانهٔ کلوشفسکی در پنزا، که امروزه به موزه تبدیل شده‌است

واسیلی کلوشفسکی (روسی: Василий Осипович Ключевский؛ ۲۸ ژانویه [سبک قدیمی: ۱۶ ژانویه] ۱۸۴۱ در روستای وسکرسنسکوی در استان پنزا، روسیه - ۲۵ می [سبک قدیمی: ۱۲ می] ۱۹۱۱، مسکو) مورخ برجستهٔ روسی است که در اواخر دوره امپراتوری می‌زیست. همچنین، وی در نوشته‌های خود به اقتصاد روسیه پرداخته‌است.

## زندگی‌نامه
کلوشفسکی پسر یک کشیش روستایی بود و در دانشگاه دولتی مسکو نزد سرگی سولویوف تحصیل کرد و در سال ۱۸۷۹ جانشین استاد خود شد. نخستین اثر مهم وی مقاله‌ای در مورد فعالیت‌های اقتصادی صومعه سولووتسکی (۱۸۶۷) و پایان‌نامه‌ای در باب «قدیس‌نگاری روسی در قرون وسطا» (۱۸۷۱) بود.
کلوشفسکی از نخستین مورخان روسی بود که توجه خود را به جای موضوعات سیاسی و اجتماعی به نیروهای جغرافیایی و اقتصادی معطوف ساخت. وی به‌طور خاص به روند مستعمره‌سازی مسالمت آمیز روسیه در سیبری و خاور دور علاقه داشت. در سال ۱۸۸۲، او پژوهش برجستهٔ خود دربارهٔ دوما را منتشر ساخت که در آن تلقی خود از دولت به مثابه خروجی همکاری طبقات مختلف جامعه را ارائه نمود.
در سال ۱۸۸۹، کلوشفسکی برای عضویت در آکادمی علوم روسیه انتخاب شد. اگرچه درسگفتارهای وی بسیار مورد توجه دانشجویان دانشگاه دولتی مسکو بود، اما تنها تعداد معدودی از آثار وی برای انتشار در نظر گرفته شد.

او آخرین دههٔ زندگی خود را صرف انتشار مکتوب درسگفتارهایش کرد. وی همچنین به سیاست علاقه‌مند شد و به حزب دموکراتیک مشروطه (Constitutional Democratic Party) پیوست. ماکسیم گورکی جملهٔ ذیل را از لئو تولستوی نقل کرده‌است: 
 کارامزین برای تزار می‌نوشت، سولویوف مطوّل و کسل‌کننده می‌نوشت و کلوشفسکی برای لذت بردن خود می‌نوشت. 

## بزرگداشت
- در ۱۲۵مین سالگرد تولد واسیلی کلوشفسکی، در فوریه ۱۹۶۶، یکی از خیابان‌های شهر پنزا، که مورخ ما دوران کودکی و جوانی خود (۱۸۵۱–۱۸۶۱) را در آن گذراند، به خیابان کلوشفسکی تغییر نام داد.
- در ۱۵۰مین سالگرد تولد او، مرکز بررسی ریزستاره‌ها دررصدخانه اخترفیزیکی اسمیتسونین (ایالات متحده آمریکا)، یک سیاره کوچک به شماره ۴۵۶۰ که در سال ۱۹۹۱ کشف شد، به نام کلوشفسکی نامگذاری کرد.
- به مناسبت تولد ۱۵۰ سالگی این مورخ در سال ۱۹۹۱، در پنزا، در کوچهٔ ۶۶ام خیابان کلوشفسکی، خانه‌موزهٔ کلوشفسکی افتتاح شد. این موزه در دو خانه چوبی یک‌طبقه قرار دارد. در این موزه زندگی خانواده کلوشفسکی در طول سال‌های زندگی در پنزا به نمایش گذاشته شده‌است.
- در ۱۵۰مین سالگرد تولد اودر سال ۱۹۹۱، در روستای مادری او در منطقهٔ پنزا، یک مجسمهٔ نیم‌تنه و یک پلاک یادبود در مدرسهٔ روستا نصب شد.
- از سال ۱۹۹۴، هیئت رئیسه آکادمی علوم روسیه جایزهٔ کلوشفسکی را برای پژوهش‌های انجام شده در زمینهٔ تاریخ روسیه تأسیس کردند.
- در ۱۱ اکتبر ۲۰۰۸، یک یادمان برای کلوشفسکی در پنزا (توسط مجسمه‌سازی به نام کازنتسف) ساختهشد. این یادمان یک مجسمه برنزی نصب شده بر روی یک پایه پیش ساخته‌است[۲]؛
- در ۱۷۵ سالگرد VO Klyuchevsky، در ۱۶ دسامبر سال ۲۰۱۶، مجلس قانونگذاری استان پنزا تصمیم گرفت تا نام مدرسهٔ متوسطهٔ شماره ۲۸ پنزا به کلوشفسکی تغییر دهد[۳]؛
- در ۱۴ نوامبر ۲۰۱۸، در ساختمان مدرسهٔ الهیات سابق، که کلوشفسکی در آن تحصیلات دینی خود را می‌گذراند (حوزه علمیهٔ پنزا به‌طور موقت پس از آتش‌سوزی ۱۸۵۸ در این ساختمان برپا شده بود) و اکنون تبدیل به بخش دندانپزشکی دانشگاه ایالتی پنزا شده‌است، پلاک یادبودی به وی اختصاص داده شد. (توسط مجسمه‌سازی به نام کازنتسف).
- در ۱۵۰مین سالگرد تولد وی در سال ۱۹۹۱ تمبر سال اتحاد جماهیر شوروی سوسیالیستی به کلوشفسکی اختصاص یافت.[۴]

## ترجمه‌های انگلیسی
- تاریخچه روسیه، (۵ جلد)، JM Dent / EP دوتون، لندن / نیویورک، 1911. از Archive.org
- پیتر کبیر، بیکن پرس، بوستون، ۱۹۸۴.
- برآمدن رومانف‌ها، Barnes & Noble، ۱۹۹۳.
- دو نمونه از نثر او را می‌توان در کریمه-نوگیای # مورخان در حملات تاتار یافت.